# Route nationale 17E (Maroc)
La Route nationale 17E, ou N17E, est une route nationale marocaine, reliant Aghouinite à la Frontière Mauritanienne.